# Anello del potere (fumetto)
L'Anello del potere è un oggetto immaginario dei fumetti statunitensi pubblicati da DC Comics. Comparve per la prima volta in All-American Comics n. 16 (luglio 1940), e fu creato da Bill Finger e Martin Nodel. Gli Anelli del potere sono considerati le armi più potenti dell'universo DC, dato che la loro potenza è limitata solo dall'immaginazione (e nel caso delle Lanterne Verdi dalla volontà) del portatore.

## Storia

### Origini
La prima comparsa dell'anello del potere fu in All-American Comics n. 16 (luglio 1940), titolo principale dei fumetti pubblicati dall'All-American Publications, che presentò la prima comparsa di Alan Scott. Secondo Mordecai Richler, il personaggio e il concetto di lampada magica ebbero origine con la mitologia araba. Il creatore Martin Nodel citò il ciclo d'opera di Richard Wagner L'anello del Nibelungo e la visione di una lanterna ferroviaria verde come ispirazione per la combinazione del magico anello e della magica lanterna.
L'anello del potere di Alan Scott è potenziato dalla Fiamma Verde, una fiamma auto-potenziata magicamente contenente al suo interno un globo che fu trasformato in una lanterna e in un anello dal protagonista. A differenza degli oggetti presenti nei fumetti moderni, «la scienza della Lanterna Verde originale non fu mai una preoccupazione». Questa prima versione dell'anello non aveva potere sugli oggetti in legno.
Quando il personaggio di Lanterna Verde fu reinventato, con l'introduzione di Hal Jordan, il concetto del magico anello fu rimpiazzato con una base scientifica. Questa nuova versione dell'anello fu creata dai Guardiani dell'Universo, che crearono anche il Corpo delle Lanterne Verdi. Divisero l'universo in 3600 settori, ognuno controllato da una Lanterna Verde equipaggiata da un anello del potere per assisterli nel loro dovere. Il nuovo concetto dell'anello arrivò anche con nuove limitazioni. Più precisamente, la ricarica dell'anello sarebbe durata solo 24 ore e, a causa di un difetto nel metallo unico che potenziava la batteria, era inefficace contro ogni cosa che fosse gialla. L'anello del potere è alimentato dalla volontà del suo portatore.

### Capacità
L'effetto più distintivo dell'anello del potere è la generazione di un costrutto di luce verde solida, di natura fisica non ancora ben specificata. La taglia, la complessità, e la forza di questi costrutti sono limitati solo dalla volontà di colui o colei che indossa l'anello: qualunque cosa immagini l'anello può ricrearlo. Nessun altro grande limite sulle capacità dell'anello è stato ancora scoperto o dimostrato, e ciò fa di questo oggetto l'arma più potente di tutto l'universo.
Nel numero conclusivo della miniserie Green Lantern: Rebirth, l'attenzione è prestata al fatto che i costrutti variano a seconda della mentalità e dal carattere della persona che li crea. Hal Jordan, per esempio, tende a creare costrutti solidi, simili a lavoratori. John Stewart, che è architetto, crea costrutti con lavori interni di precisione assoluta, quasi come progetti a tre dimensioni. Kyle Rayner, un fumettista, crea costrutti immaginari molto dettagliati o intrecciati. L'anello di Guy Gardner è costantemente scintillante, anche a riposo, e le sue creazioni sono semplici, e sono spesso offuscati dall'energia in eccesso causata dalla sua volontà. L'anello di Kilowog, per ragioni ancora sconosciute è «l'unico che crea un suono», producendo un forte botto sonico ogni volta che viene utilizzato.
Quando è attivo, un anello del potere racchiude il suo portatore in un campo di forza protettivo. Questo campo di forza permette al portatore di volare, viaggiare attraverso ambienti inospitali, ed entrare nell'iperspazio al fine di coprire in fretta distanze enormi. L'anello genera anche l'uniforme del suo portatore: l'uniforme compare sul normale abbigliamento e scompare con la volontà del portatore. L'uniforme varia da Lanterna a Lanterna, basandosi su anatomia, preferenza personale, e norme sociali della propria razza. L'unica regola in questo proposito sembra essere che l'uniforme, di qualsiasi forma sia, debba sempre mostrare il simbolo del Corpo, anche se questo viene modificato sulla base delle inclinazioni personali. Ad esempio, una Lanterna Verde cacciatrice di vampiri mostrava il simbolo del Corpo su una croce, e Rot Lop Fan, non avendo concetto di colore o luce, usa l'immagine di una campana).
Gli anelli del potere sono anche computer avanzati; sono capaci di parlare ed avvisare il portatore di vari corsi d'azione, e sono anche dei traduttori universali perfetti. Gli anelli del potere sono capaci di generare radiazioni elettromagnetiche di varie frequenze. Le radiazioni possono essere focalizzate dal portatore in un fascio d'energia, simile nella comparsa e nell'effetto ad un potente laser. L'anello può anche scansionare tracce d'energia o oggetti particolari. Un'abilità poco utilizzata è quella di dividere i nuclei atomici e manipolare le particelle subatomiche.
Un anello del potere è anche capace di creare duplicati funzionanti di sé stesso. Mentre un anello del potere deve essere indossato per funzionare, ad un certo punto, le Lanterne Verdi mostrarono l'abilità di richiamare l'anello a distanza e gli anelli mostrarono la capacità di eseguire i comandi automaticamente dopo essere stati rimossi. Alcuni anelli del potere si dimostrarono geneticamente legati ai loro portatori, come quello di Kyle Rayner, sebbene alcuni criminali siano riusciti ad eludere questa caratteristica in vari modi. Per esempio, i Manhunters utilizzano campioni di tessuto per far erroneamente credere all'anello di Kyle di essere ancora indossato dal suo portatore. Quando una Lanterna Verde muore, l'anello cerca automaticamente un successore adeguato.

### Limitazioni
Gli anelli del potere hanno una carica limitata. Nelle prime comparse, necessitavano di essere ricaricati ogni 24 ore, ma più recentemente risultò che possedessero una piccola riserva supplementare di energia d'emergenza. Gli anelli del Corpo delle Lanterne Verdi tipicamente riservano una porzione della loro ricarica per un campo di forza passivo che protegge il portatore dalle ferite mortali. In emergenze estreme, questa energia può essere tuttavia utilizzata a discapito del suddetto portatore. Gli anelli del potere sono solitamente ricaricati dalle batterie personali delle Lanterne Verdi, che non sembrano altro che vecchie lanterne costruite con un metallo verde scuro. I portatori puntano l'anello verso la lanterna, e solitamente pronunciano il giuramento delle Lanterne Verdi mentre lo ricaricano. Queste batterie sono direttamente collegate alla Batteria del Potere Centrale su Oa e non necessitano di essere ricaricate.
Originariamente, gli anelli del potere erano inefficaci contro gli oggetti gialli, sebbene le Lanterne Verdi trovarono il modo di raggirare l'ostacolo con manipolazioni indirette. Per esempio, se la Lanterna ha a che fare con un gas giallo che sta per circondarla, può essere creato un ventaglio per soffiarlo via, così che questo spinga l'aria intorno e non direttamente il gas in questione.
Il motivo per cui gli anelli sono inefficaci contro il colore giallo cambiarono da scrittore a scrittore, e nelle prime storie, a causa del difetto del disegno, Gerard Jones lo rivisitò, in una storia che rivelò che i Guardiani potevano commutare la debolezza in volontà efficace. Nelle storie più recenti dello scrittore Geoff Johns rivisitò di nuovo questo aspetto, e affermò che l'impurità gialla era il risultato della presenza di Parallax, la cui energia gialla era la paura stessa imprigionata nella Batteria del Potere Centrale. Questo cambiamento nella storia permise ai personaggi di sopraffare la debolezza gialla riconoscendo la paura che li affliggeva e permettendogli di affrontarla.
Di gran lunga, la più significante limitazione dell'anello del potere è la volontà del portatore. I requisiti richiesti per portare l'anello del potere furono cambiati sporadicamente durante la storia dei titoli di Green Lantern, spesso creando confusione nella continuità. Anelli del potere caduti nelle mani sbagliate furono le trame principali delle prime storie di Lanterna Verde. Tuttavia, solo persone con una volontà eccezionale potevano utilizzare un anello del potere, una restrizione che rese incredibilmente difficile l'uso degli anelli da individui medi, se non impossibile. Per esempio, quando Freccia Verde utilizzò un anello del potere per attaccare Sinestro, l'anello spinse il corpo dell'eroe fino al limite dell'esaurimento fisico. Il controllo mentale, le allucinazioni, gli attacchi fisici, o l'affaticamento neurale e altri fenomeni che perturbano i processi di pensiero avrebbero indirettamente compromesso l'efficacia di un anello del potere. Più astrattamente, è un indebolimento della determinazione e della forza di volontà. Per esempio, durante il crossover Millennium, Hal Jordan combatté contro un Manhunter che lo attaccò psicologicamente, facendogli dubitare del valore dei principi per i quali proteggeva la gente della Terra. La risoluzione di Jordan stava venendo meno e il suo anello perdeva d'efficacia, finché una delle sue cariche colpì il Manhunter, dichiarando che anch'esso aveva rispetto per i valori in cui credeva Jordan. Con questa drammatica affermazione la fede di Jordan in questa causa fu rinnovata e l'anello istantaneamente ritornò al suo massimo potere. L'anello, però, possiede anche delle difese psichiche: l'anello di Guy Gardner poté creare uno scudo psichico intorno a lui e a Blue Beetle nella loro battaglia contro Ultra-Humanite. Esiste anche un altro limite alla quantità di volontà che l'anello può sopportare, come si è visto quando John Stewart tentò di utilizzare l'anello per ricostruire un pianeta distrutto, solo per farsi informare dal suo anello che "La Volontà sorpassa la capacità massima dell'anello".
Nell'incarnazione corrente del Corpo, l'anello possedeva originariamente un programma che preveniva l'uccisione di esseri viventi da parte del portatore. Hal Jordan uccise parecchie Lanterne Verdi durante Emerald Twilight, sebbene dicesse a Kilowog di avere lasciato loro "abbastanza potere per sopravvivere". Durante gli eventi della guerra contro i Sinestro Corps, si scoprì che erano ancora vivi, prigionieri del Cyborg Superman sul pianeta Biot. Ci si riferiva a queste Lanterne come alle "Lanterne Perdute". Ogni tentativo di uccidere utilizzando un anello verde del potere era impossibile, e in alcuni casi capitò che l'anello bloccasse il portatore. Tuttavia, la restrizione fu revocata dai Guardiani per combattere contro i Sinestro Corps, e quindi per la generale esecuzione dei loro doveri.
Fu rivelato che solo una forma pura di volontà può utilizzare l'anello al massimo. Quando Freccia Verde tentò di utilizzare l'anello di Hal Jordan contro Sinestro, gli causò grande dolore e difficoltà perché la volontà di Freccia Verde (secondo Sinestro) era "cinica". Fu anche mostrato che la resistenza di ogni Lanterna Verde si affievolisce con ogni utilizzo dei costrutti. Quando Freccia Verde lanciò il costrutto di una freccia dall'anello, lo descrisse come la perdita di una settimana di riposo. Quando chiese spiegazioni di ciò a Kyle Rayner, egli affermò che fosse una cosa normale.

### Giuramento
Tutti gli anelli del potere necessitano di una ricarica periodica. Il processo non è istantaneo, così alcune Lanterne Verdi recitano un giuramento durante la ricarica.  Il giuramento non è necessario per la ricarica dell'anello, ma viene recitato per riaffermare l'impegno della persona nel Corpo delle Lanterne Verdi, e per misurare il tempo di ricarica. Mentre molte Lanterne Verdi creano un giuramento personale, la maggioranza utilizza il giuramento ufficiale del Corpo in segno di rispetto. Nell'interesse della correttezza politica da parte della DC, le parole "più nera" , furono sostituite da "più oscura"; questa pratica fu tuttavia abbandonata con la ricostituzione del Corpo. Dato che altri Corpi furono aggiunti alla continuità DC, con i loro anelli del potere, furono formulati nuovi giuramenti apposta per ogni Corpo.

### Kyle Rayner
Dopo la distruzione di Coast City durante la storia il Regno dei Supermen!, la Lanterna Verde Hal Jordan impazzì e tradì il Corpo. Sconfisse la maggior parte del Corpo sulla strada verso Oa, entrando nella Batteria del Potere Centrale e assorbendone tutta l'energia, compresa l'impurità gialla al suo interno, fino a divenire l'ospite del parassita Parallax. Con la distruzione della Batteria del Potere Centrale, tutti gli anelli rimanenti smisero di funzionare. Disperato, Ganthet, l'unico Guardiano sopravvissuto, utilizzò quel poco di forza che gli rimaneva per creare un nuovo anello e lo donò a Kyle Rayner.
L'anello di Kyle è unico, attraverso tutti i personaggi delle storie di Lanterna Verde, e (per un po') l'unico anello funzionante in tutto l'Universo DC. Il suo anello è l'unico che non dipende dalla Batteria del Potere Centrale, ed è l'unico libero dall'impurità gialla. Tuttavia, questo anello non previene gli attacchi mortali al suo portatore automaticamente. L'anello di Kyle non necessita la ricarica ogni 24 ore; invece, si basa sulla quantità di potere assorbito durante la ricarica e la quantità d'energia spesa durante il suo utilizzo. Per esempio, dopo la distruzione di Oa, l'anello di Kyle ebbe più potere di quanto ne abbiano mai avuti tutti gli anelli dei membri del Corpo e non necessitò di essere ricaricato per un lunghissimo periodo di tempo.
A differenza dall'anello di Hal Jordan, non può creare copie di sé stesso. Dopo che Kyle si stabilì nel suo ruolo di nuova Lanterna Verde, un Hal Jordan dal passato visitò il tempo di Kyle dopo la sua stessa morte come Parallax. Kyle tentò di utilizzare l'anello di Hal Jordan per ricostituire il Corpo delle Lanterne Verdi con un risultato insufficiente.
Si scoprì che Kyle Rayner non fu scelto a caso da Ganthet. Kyle, infatti, fu scelto dall'anello perché sapeva quali fossero le sue paure e voleva riuscire a superarle.

## Altri Corpi
In aggiunta al Corpo delle Lanterne Verdi, ci sono almeno altre sette varianti dell'anello del potere, ognuno connesso ad un particolare colore così come ad uno stato emozionale diverso da cui derivano le loro proprietà. Le varianti conosciute di anelli del potere sono: rosso (rabbia), arancione (avarizia), giallo (paura), verde (volontà), blu (speranza), indaco (compassione), viola (amore), nero (morte). Secondo Ganthet, più ci si allontana dal centro dello spettro dei colori è maggiore è il controllo che il potere dell'anello può esercitare sul portatore. Quindi, gli anelli verdi sono i più stabili, mentre gli anelli rossi e viola esercitano la più grande influenza sul comportamento dei loro utilizzatori.
L'artista Ethan Van Sciver disegnò gli aspetti degli altri Corpi. Secondo Geoff Johns: «Ethan ridefinì il modo di utilizzo visuale dell'energia delle Lanterne Verdi. Cominciò con il simbolo della "sirena" che ora è dappertutto. Disegnò anche i vari simboli dei Corpi e un giuramento e una motivazione per ognuno».
Nei fumetti Green Lantern e Green Lantern Corps, questi Corpi aggiuntivi furono introdotti come parte di un capitolo proibito nella rivelazione cosmica del Libro di Oa. Incluso in questo capitolo ci sono le profezie circa la Notte più Oscura. Alla fine della guerra con i Sinestro Corps, gli ex Guardiani Ganthet e Sayd rivelarono alle quattro Lanterne Verdi della Terra il verso finale della profezia. Spiegarono alle Lanterne che la profezia descriveva la formazione di altri cinque Corpi in aggiunta a quello delle Lanterne Verdi e ai Sinestro Corps; uno per ognuno dei colori rimanenti dello spettro emozionale. Spiegarono anche che una volta che questi Corpi aggiuntivi sarebbero stati creati, tutti loro più quelli già esistenti, sarebbero entrati in guerra tra loro fino alla distruzione totale di tutti i Corpi e dell'universo. A questi sette Corpi descritti all'interno della profezia della Notte più Oscura, ne venne aggiunto un ottavo non descritto nel testo. Si svelò lentamente attraverso le macchinazioni del Guardiano Scar e la misteriosa comparsa di una Batteria Nera del Potere in vari numeri, fino alla formazione del Corpo delle Lanterne Nere.

### Rosso
Le Lanterne Rosse furono menzionate per la prima volta in Booster Gold vol. 2 n. 2 in una nota scritta sulla lavagna di Rip Hunter che diceva "Attenzione alle Lanterne Rosse???". Nel numero 10 dello stesso fumetto, comparve un'altra nota su cui c'era scritto "RED LANTERNS = BLOOD" (Lanterne Rosse = Sangue). Atrocitus, un membro dell'Impero delle Lacrime sul pianeta prigione Ysmault, forgiò la prima Batteria del Potere Rossa dalle interiora di Qull, l'essere che disse ad Abin Sur a proposito della profezia della Notte più Oscura. Laira, una delle Lanterne Perdute, fu reclutata nel Corpo delle Lanterne Rosse dopo la sua espulsione dal Corpo delle Lanterne Verdi. Tuttavia, fu infine uccisa da Sinestro, proprio mentre cominciava a liberarsi dal controllo che l'anello rosso aveva su di lei.
Un anello rosso si alimenta della rabbia del portatore e di chiunque nelle vicinanze, ed è ricaricato dal sangue di coloro che vengono uccisi da chi lo utilizza. Contrariamente all'anello delle Lanterne Verdi, che provvedono al portatore commenti d'aiuto e tifo, si dice che gli anelli rossi emettano costantemente comandi violenti ("Uccidi", "Arrabbiati", "Dolore", "Odia", ecc.), portando i loro portatori alla pazzia con la rabbia e li riduce a poco più di bestie ringhianti. Tuttavia, Saint Walker affermò che gli anelli furono concepiti per selezionare solo gli esseri con una rabbia incontrollabile. L'energia degli anelli rossi rimpiazza il sangue dei portatori, che può essere rigurgitato attraverso la bocca dei portatori stessi in una forma altamente corrosiva. L'energia degli anelli rossi è anche capace di corrompere le energie degli altri anelli del potere, evitando che funzionino con la massima efficacia. L'aura di un anello rosso è selvaggia e rude in confronto a quella degli anelli verdi. L'energia degli anelli delle Lanterne Blu, è l'unica fonte di potere conosciuta capace di neutralizzare l'influenza degli anelli delle Lanterne Rosse, e in combinazione con gli anelli delle Lanterne Verdi possono anche distruggere gli anelli rossi.

### Arancione
Un anello arancione è alimentato dall'avarizia. Secondo Ganthet, "la luce arancione dell'avarizia sarà scoperta e manipolata da un essere la cui avidità non conosce limiti". A differenza degli altri Corpi, Larfleeze è l'unico individuo a portare un anello di luce arancione. La storia di come divenne il solo ed unico proprietario di una batteria del potere arancione è dettagliata nella storia Agent Orange comparsa in Green Lantern vol. 4 dal n. 39 al n. 42 (aprile-luglio 2009). I Guardiani dell'Universo stipularono un accordo con Larfleeze tempo fa per il ritorno di una scatola contenente l'entità della paura: Parallax. L'accordo permetteva a lui l'esclusivo controllo sulla luce arancione con la condizione che rimanesse nel Sistema Vega. Durante la storia di Agent Orange, Larfleeze attrasse l'attenzione dei Guardiani attraverso un atto di terrorismo richiesto da un'intrusione dai Controllers del suo pianeta, Okaara. Una forza di Lanterne Verdi lo affrontò, e creò un altro patto con lui e l'espansione delle Lanterne Blu.
Anche da solo, Larfleeze è un opponente formidabile del Corpo delle Lanterne Verdi. Il potere della luce arancione permette a Larfleeze di rubare le identità di coloro che uccide, trasformandoli nel costrutto di una Lanterna Arancione. Essendo in costante contatto con la sua batteria del potere principale, Larfleeze divenne un tutt'uno con la sua fonte di potere. Questo gli permise di mantenere un livello di potere sufficientemente alto da supportare un intero Corpo di costrutti di Lanterne Arancioni anche quando ne sono separati. Fu mostrato che Larfleeze e i suoi costrutti sono resistenti alla magia e alle abilità degli anelli del potere verdi, ma non conservano la stessa protezione contro gli anelli blu o viola.

### Giallo
Il primo anello del potere giallo fu acquisito da Sinestro dopo il suo bando nell'universo anti-materiale di Qward, e poteva essere ricaricato solo combattendo una Lanterna Verde. Anni più tardi, dopo aver perso l'anello di Guy Gardner e averlo riacquisito, Sinestro creò i Sinestro Corps. Gli anelli gialli del potere venivano alimentati dalla paura, e Lyssa Drak spiegò che i membri dei Sinestro Corps venivano scelti per la loro abilità di generare una grande paura negli altri. Attraverso una manciata di storie di Green Lantern intitolate Tales of The Sinestro Corps, vennero elencati vari metodi che utilizzavano i membri del Sinestro Corps per diffondere la paura nell'universo. Alla conclusione della storia, spiegò ad Amon Sur che al fine di divenire un membro dei Corps avrebbe dovuto liberarli da una piccola prigione. Con il loro anello giallo del potere completamente prosciugato della sua energia, lo avrebbero dovuto rifornire della scintilla di cui necessitava per compiere la loro missione affrontando la loro più grande paura. Secondo Ethan Van Sciver, il simbolo dell'anello si basa su antiche sculture scolpite da esseri che guardarono nella gola di Parallax e ne uscirono vivi.

### Blu
Appena la guerra contro i Sinestro Corps giunse a conclusione, in Green Lantern vol. 4 n. 25, gli ex Guardiani dell'Universo Ganthet e Sayd crearono il primo anello blu del potere utilizzando l'emozione della speranza. Nella loro discussione, menzionarono la formazione del Corpo delle Lanterne Blu. La prima Lanterna Blu introdotta fu Saint Walker, che venne ad aiutare le Lanterne Verdi dopo che furono attirati in un'imboscata di Atrocitus e del Corpo delle Lanterne Rosse. Si scoprì che Saint Walker proveniva dal settore 1, e localizzò la seconda recluta (Brother Warth) nel settore 2. In questo modo, Warth reclutò una nuova Lanterna Blu dal settore 3 e via dicendo.
Sebbene Saint Walker descrisse la luce blu come la più potente, Atrocitus rivelò che senza il supporto di una Lanterna Verde attiva nei paraggi sono capaci solo di volare e della capacità di un'aura protettiva difensiva. Mentre si trova all'interno della prossimità dell'influenza di una Lanterna Verde, un anello blu del potere possiede l'abilità di ferire, neutralizzare gli effetti di corruzione di un anello rosso, ricaricare un anello verde due volte al massimo livello di potere, e può completamente prosciugare un anello giallo del suo potere. Una nota abilità degli anelli blu del potere è l'abilità di scansionare la psiche di un bersaglio e creare illusioni basate sulla sua speranza. Un anello blu del potere è capace di alimentare la speranza degli altri esseri, fornendo una costante ricarica agli altri anelli mentre sono in uso, inclusa la ricostituzione di un sole morente di 8,6 miliardi di anni. Il pianeta madre delle Lanterne Blu e della Batteria Blu del Potere è il pianeta Odym, un bellissimo pianeta diverso orbitante nella stella Polaris.

### Indaco
La Tribù Indigo (termine inglese per indaco), i portatori della luce indaco della compassione, fecero la loro prima comparsa in Blackest Night: Tales of The Corps n. 1 (luglio 2001). Molto poco si sa di loro e sono considerati sconosciuti nell'Universo DC. Indigo e la sua tribù furono presentati come un popolo che parlava una lingua non traducibile dagli anelli verdi del potere. Ethan Van Sciver, che creò il disegno iniziale della Tribù, spiegò che i membri del gruppo abbandonarono ogni cosa e si dedicarono alla compassione. Così, la loro uniforme aveva un confezionamento a mano e molto semplice, e i loro corpi erano adornati dal simbolo delle Lanterne Indigo con una pittura su corpo, e portano con loro dei bastoni ricurvi a forma di lanterna. Questo Corpo esiste per diffondere la buona volontà attraverso l'universo. La Tribù Indigo è guidata da una pallida aliena chiamata Indigo-1, e Ganthet e Sayd dissero che le Lanterne Blu dovevano cercare una forma di alleanza con la Tribù Indigo.
La Tribù Indigo possiede l'unica abilità di incanalare l'energia degli altri anelli attraverso i loro bastoni. L'energia viene quindi usata dal possessore per simulare la forza di quell'energia. Per esempio, un membro della Tribù Indigo può incanalare l'energia verde dell'anello di una Lanterna Verde per simulare Volontà. L'energia simulata permette al possessore di sfruttare le capacità di quell'energia. Sembra però che l'energia simulata in questo modo sia solo una copia e non funzioni come l'originale. John Stewart, mentre è portatore di un anello indaco, nel tentativo di manipolare l'energia delle Lanterne Nere, la assorbe, e incanalandola diventa una Lanterna Nera (il suo corpo si decompone diventando simile ad un cadavere di sé); tuttavia non mostra la malevolenza delle Lanterne Nere e torna normale una volta smesso di simulare l'energia nera. Allo stesso modo Hal, per ricaricare il suo anello, approfitta dell'energia verde simulata da un membro della tribù, ma il suo anello lo avverte che l'energia così ricaricata è solo una simulazione e presenta fortissime limitazioni (i costrutti verdi sono debolissimi, la capacità di volo è quasi impossibile, il campo difensivo è ridotto).
Fino ad ora sono state scoperte più notizie sulle possibilità e la storia della tribù Indigo. Pare che questo corpo sia stato creato da Abin Sur in collaborazione con un vecchio sciamano custode della luce Viola su un lontano pianeta, divenuto poi casa della tribù Indigo. Il corpo venne creato per poter aiutare gli altri corpi durante la Blackest Night.
Quasi tutti i membri del corpo sono criminali, assassini, malvagi di ogni sorta che grazie alla luce della compassione hanno potuto redimersi e rendersi conto delle malefatte compiute.
La stessa Indigo-1, capo della tribù, assassinò delle persone vicine ad Abin Sur, ma questo la convertì utilizzando la luce viola e la stessa donna pianse e chiese il perdono di Abin Sur ricordando tutto quello che aveva fatto.
Si è scoperto che i membri della tribù possono teletrasportarsi anche senza allenamento (John riesce a farlo dopo due tentativi durante la sua prima volta nella tribù) e che il bastone che portano con loro è la loro batteria (possono ricaricare l'anello sul posto dato che ogni membro porta con sé il bastone).
Inoltre il bastone viene usato come batteria ma anche come arma principale; infatti quello di John Stewart in realtà è un fucile. Si può pensare che il bastone prenda le sembianze dell'arma che più è vicina al membro del corpo, ma se questo non sceglie niente, allora il bastone resta tale.

### Viola
Alla conclusione della storia Mystery of the Star Sapphire, le Zamarons capirono che il potere delle Star Sapphire era troppo grande per loro da controllare, così forgiarono un anello del potere e una batteria del potere dalla gemma delle Sapphire. Questo permise loro di distribuirsi il potere del Corpo delle Star Sapphire. La prima nuova recluta delle Star Sapphire fu Miri Riam del pianeta Lartnec, che aveva appena perso il marito a causa di un attacco da parte di Mongul. Vecchi membri fissi di Green Lantern furono re-introdotti nel nuovo Corpo, incluse Fatality e Carol Ferris.
Gli anelli viola del potere vengono alimentati dal sentimento dell'amore, uno dei due sentimenti (l'altro è la rabbia) che più influenzano i loro portatori. Tuttora, i membri delle Star Sapphire furono presentati solo come femminili; tuttavia, durante il pannello Blackest Night al Comic Con International 2009, Geoff Johns spiegò che "ognuno vi può far parte, ma la maggior parte degli uomini non ne sono degni". Un'abilità unica degli anelli viola del potere, è il potere di racchiudere i propri obiettivi in un cristallo viola. Mentre sono rinchiusi in questi cristalli di riabilitazione, i membri degli altri Corpi vengono convertiti lentamente in Star Sapphires. Durante questo processo i loro anelli vengono prosciugati del loro potere originale e riempiti di una luce viola. Gli anelli viola sono capaci di avvertire quando il vero amore
viene minacciato, e crea una connessione tra un cuore combattuto e lo usa come legame, e furono anche mostrati come abili nel mostrare agli altri il loro più grande amore. L'aura degli anelli viola è asimmetrica e ornata, ricordando vino e piume. Le Star Sapphire vengono mostrate in connessione con un'entità chiamata "Il Predatore", che esiste come personificazione dell'amore.

### Nero
Nel numero conclusivo della storia Sinestro Corps War, Superboy-Prime scaglia l'Anti-Monitor nello spazio. Questi si schianta sul pianeta morto di Ryut e viene intrappolato in una Batteria Nera del Potere di dubbia provenienza. Gli anelli neri hanno cominciato a generarsi intorno al cadavere dell'Anti-Monitor e si sono diffusi in tutto l'Universo. Il Settore di spazio dove si trova il pianeta Ryut è il 666 secondo la suddivisione dell'Universo conosciuto fatta dai Guardiani di Oa. Questo pianeta fu distrutto e la popolazione sterminata dal Corpo dei Manhunters creato dai Guardiani stessi prima della fondazione del Corpo delle Lanterne Verdi. Il simbolo sull'anello nero del potere (un triangolo con vertice in basso, con cinque linee che salgono dalla base). L'ideatore del simbolo è Geoff Johns che volle riproporre il triangolo già simbolo del supercriminale Mano Nera al quale aggiunse cinque linee che rappresentano le dita della mano, mentre il triangolo ne è il palmo. Il terrestre Mano Nera divenne la prima Lanterna Nera dopo aver ucciso tutta la sua famiglia ed aver commesso il suicidio. Scar venne da lui e rigurgitò il primo anello nero del potere. L'anello stesso si posizionò sulla sua mano e lo fece alzare. Scar spiegò, quindi, a Mano Nera che egli era la personificazione del Corpo delle Lanterne Nere come Ion, Parallax, e il Predatore sono il verde, il giallo ed il viola dello spettro emozionale.
Gli anelli neri del Potere resuscitano i morti. Colui che viene riportato in vita diviene un membro del Corpo delle Lanterne Nere e (se ne aveva) riottiene i poteri che aveva quando era in vita. Oltre a questi riacquisisce i ricordi ma non le emozioni e la volontà che lo distinguevano come individuo. Ogni Lanterna Nera è dominata dall'emozione scura che trova origine ed energia nell'Oscurità totale che dominava l'universo prima che cominciasse a risplendere la Luce Bianca generata dall'insieme dello Spettro Emozionale. Se il corpo di un determinato portatore è distrutto o gravemente danneggiato, lo stesso anello ne ricostruisce una parte, in modo da renderlo in grado di metterlo al lavoro. Durante la creazione di Blackest Night, Johns volle che le Lanterne Nere resuscitate sembrassero orrificati ed emozionalmente disturbati da ogni essere vivente che avessero incontrato. Per riuscire nell'effetto, le Lanterne Nere avrebbero cercato coloro che sarebbero stati colpiti dal loro aspetto. Personaggi della DC Comics ben noti, che divennero Lanterne Nere furono: Superman di Terra 2, Martian Manhunter, l'Aquaman originale e Firestorm.
Il primo anello nero del potere non aveva carica, ma ogni volta che una Lanterna Nera uccideva qualcuno e ne rimuoveva il cuore, lo 0,1% di potere veniva incanalato in ogni anello del Corpo. L'esatta limitazione dell'anello nero del potere non è stato pienamente esplorato. Tuttavia, anche ad un livello infinitesimale di energia, gli anelli neri permettono ai loro portatori di volare e creare costrutti di energia nera. Gli anelli neri del potere sono in grado di rigenerare ogni ferita che il portatore abbia subito (anche la decapitazione). Le Lanterne Nere sono anche in grado di leggere le emozioni dei viventi come un'aura colorata che è correlata allo spettro emozionale (rosso per la rabbia, viola per l'amore, ecc.).

#### Struttura e funzionamento
Lo scienziato Ray Palmer (Atomo II) si è miniaturizzato all'interno di un anello nero per capirne il funzionamento. Ha scoperto che è composto della stessa materia oscura che pare costituisca la struttura invisibile dell'universo fisico a livello sub-atomico. Tale materia è attraversata da una serie di infinitesimali distorsioni spazio-temporali che permettono agli anelli di comunicare tra di loro e trasferirsi l'energia necessaria ad alimentare le Lanterne Nere.
Il fine ultimo degli anelli neri è quello di eliminare ogni emozione e quindi la vita stessa nell'universo. Questo ricondurrebbe la realtà allo stato di Pace e Oscurità che vigeva nel Cosmo prima della Luce e delle emozioni degli esseri viventi. Per attuare questo piano nichilistico è necessario che le Lanterne Nere colpiscano e distruggano innanzitutto due obiettivi:
- Il pianeta Oa sede delle Lanterne Verdi. L'emozione che genera la Luce Verde è il punto di equilibrio dell'intero spettro emozionale. La sua forza risiede nella volontà stessa dell'individuo e quindi nella sua capacità di lottare contro la morte. Inoltre tale emozione diviene molto potente se alimentata dall'energia di un portatore dell'anello blu della speranza e dalla Compassione.
- La Terra in quanto punto focale del Multiverso e sede di supereroi cardine per gli sviluppi futuri della storia dell'universo.

## Dispositivi simili

### Dischetti deiCadaveri
In Green Lantern Corps, venne introdotta una divisione aggiuntiva delle Lanterne Verdi: "I Cadaveri" (gioco di parole da Corps = Corpo a Corpse = Cadavere). Questa élite, top secret, divisione Operazioni Nere del Corpo delle Lanterne Verdi non incorpora l'utilizzo degli anelli del potere standard nel loro lavoro. Invece, ingoiano dei piccoli dischetti che donano loro tutti poteri degli anelli del potere, però con una durata di potere di cinque giorni terrestri. Piuttosto che generare una tipica uniforme da Lanterna Verde, i dischetti dei Cadaveri creano un'uniforme completamente nera con una maschera che copre tutta la testa. Anche l'aura cambia da quella verde delle Lanterne ad una quasi porpora. I dischetti furono creati anche come segno di discrezione, a differenza dei riconoscibili anelli delle Lanterne Verdi. Non solo le abilità dei Cadaveri sono meno cospicue (nel caso del fallimento di una missione), nessuna connessione sembra esistere tra loro ed i Guardiani di Oa.

### Le pistole dei Manhunters
Prima dello sviluppo degli anelli del potere, ci furono due gruppi precedenti al Corpo delle Lanterne Verdi all'interno della continuity DC. Il primo gruppo, i Manhunters, erano armati di pistole ad energia che erano in sintonia con la batteria portatile da cui prendevano potere. La stessa batteria teneva una connessione alla Batteria del Potere Centrale su Oa. Questa modalità di trasferimento d'energia non è come il tipo utilizzata dagli anelli del potere. Dopo che i Guardiani persero il controllo sui Manhunters, gli Hallas, una razza di alieni dalla pelle verde dal settore 2814, furono mostrati come rafforzi Oani pre-Corpo in Green Lantern (Vol. 2) n. 90 (agosto 1976). Come i Manhunters anche loro vengono mostrati portanti pistole stordenti attaccate alle batterie a forma di lanterne.

### Power Ring
Power Ring (Anello del Potere) è il nome di vari super criminali residenti in diversi universi alternati all'interno dell'Universo DC associati al Sindacato del crimine d'America e alla Società del crimine d'America. Comparvero come immagini speculari e controparti della Lanterne Verdi correnti: Hal Jordan, Kyle Rayner e John Stewart. I loro anelli del potere erano maledetti dall'entità Volthoom, che comunicava più come l'intelligenza artificiale degli anelli del potere del Corpo. Altrimenti, i loro poteri e abilità sono simili a quelli degli anelli del potere dell'universo materiale positivo.
Sebbene sia stato cancellato dall'esistenza alla fine della serie Crisi sulle Terre infinite, la Lanterna Gialla di Terra 1 è un personaggio simile a Bizzarro con uno speciale e strano anello del potere. Una volta che la carica del suo anello si esaurì, fu reso effettivamente inutile perché non riuscì a ricaricarlo con nessuna batteria del potere delle Lanterne Verdi incontrate. La versione della Nuova Terra di Lanterna Gialla, introdotta in Action Comics, non aveva lo stesso problema con le ricariche. Fu, tuttavia, raffigurato come un incompetente, all'oscuro delle estensioni delle sue abilità, incapace di mantenere il controllo sul suo anello del potere disobbediente.

### Starheart
Il primo supereroe ad utilizzare il nome di Lanterna Verde nei fumetti, Alan Scott, utilizzava un anello del potere che prendeva il suo potere dalla Starheart. Prima della creazione del Corpo, i Guardiani riunirono tutta la magia che riuscirono ad imprigionare al suo interno, in un'orbita chiamata Starheart. Nella sua comparsa originale, una sequenza di flashback raccontò di come un frammento della Starheart giunse sulla Terra, di come fu trovato da un occultista cinese, e trasformato nella forma di una lanterna. Dopo aver viaggiato per il mondo per qualche tempo, la lanterna entrò in possesso di Scott. Per incanalare il suo potere, ne rimosse una porzione e lo trasformò in un anello. L'unica debolezza di questo anello erano gli oggetti in legno. Gli effetti collaterali nell'utilizzo dell'anello vennero passati ai suoi figli, i metaumani Jade e Obsidian.
Jade era capace di attingere naturalmente alla Starheart e poteva utilizzare il suo potere senza bisogno di un anello. Per qualche tempo, Alan Scott assorbì la Starheart, e fu in grado di utilizzarne i poteri allo stesso modo. Quando Jade morì, Kyle Rayner ne assorbì l'energia e poteva attingere al potere della Starheart e al potere della Batteria Centrale del Potere di Oa contemporaneamente come Ion. Durante la storia della guerra con i Sinestro Corps, Rayner fu separato dalla sua entità di Ion, e ritornò ad essere una normale Lanterne Verde dopo che gli fu dato un anello come quello di tutti gli altri. Non si sa se la connessione di Kyle con la Starheart è ancora attiva, o se fu trasferita con l'entità simbionte di Ion al loro nuovo ospite, Sodam Yat.